# Cserépy Árpád
Cserépy Árpád, teljes nevén: Cserépy Károly György Árpád (Sátoraljaújhely, 1859. április 24. – Budapest, 1907. augusztus 30.) magyar festő, grafikus, illusztrátor.

## Életpályája
Tanulmányait a budapesti Mintarajziskolában végezte el 1876–1877 között. Eleinte a Vasárnapi Újság munkatársaként illusztrációval foglalkozott. 1882–1894 között a Műcsarnok kiállításain táj- és életképekkel szerepelt. 1883-tól rajzolt karikatúrákat. 1883–1902 között a Bolond Istókban publikált. 1886–1903 között az Urambátyámban jelentek meg rajzai. 1886–1898 között a Magyar Figaró karikaturistája volt. 1886–1892 között Pécsen a Veréb Jankó foglalkoztatta. 1887-ben az Üstökös című lapban jelentek meg rajzai. 1888–1889 között a Caviár-ban rajzolt karikatúrákat. 1889-ben a Pikáns Naptár mutatta be műveit. 1890-ben a Kamukéróban jelentek meg rajzai. 1891-ben a Pokrócz Ádám Lapja publikálta képeit. 1892–1907 között a Kakas Márton illusztrátora volt. 1894–1901 között a Borsszem Jankó című lap karikaturistája volt. 1901–1902 között a Magyar Bors című lapnak publikált.
Kezdetben Jankó János kidolgozott stílusához hasonlóan rajzolt, néhány év múlva munkái lazábbak, oldottabbak lettek. 30 év alatt szinte minden fontosabb vicclap közölte munkáit. Műveit a Magyar Nemzeti Galéria őrzi.

## Családja
Szülei: Cserépy Károly honvéd főtiszt (1831–1902) és Balogh Karolina voltak. Felesége, Delinger Jozefa volt.

## Festményei

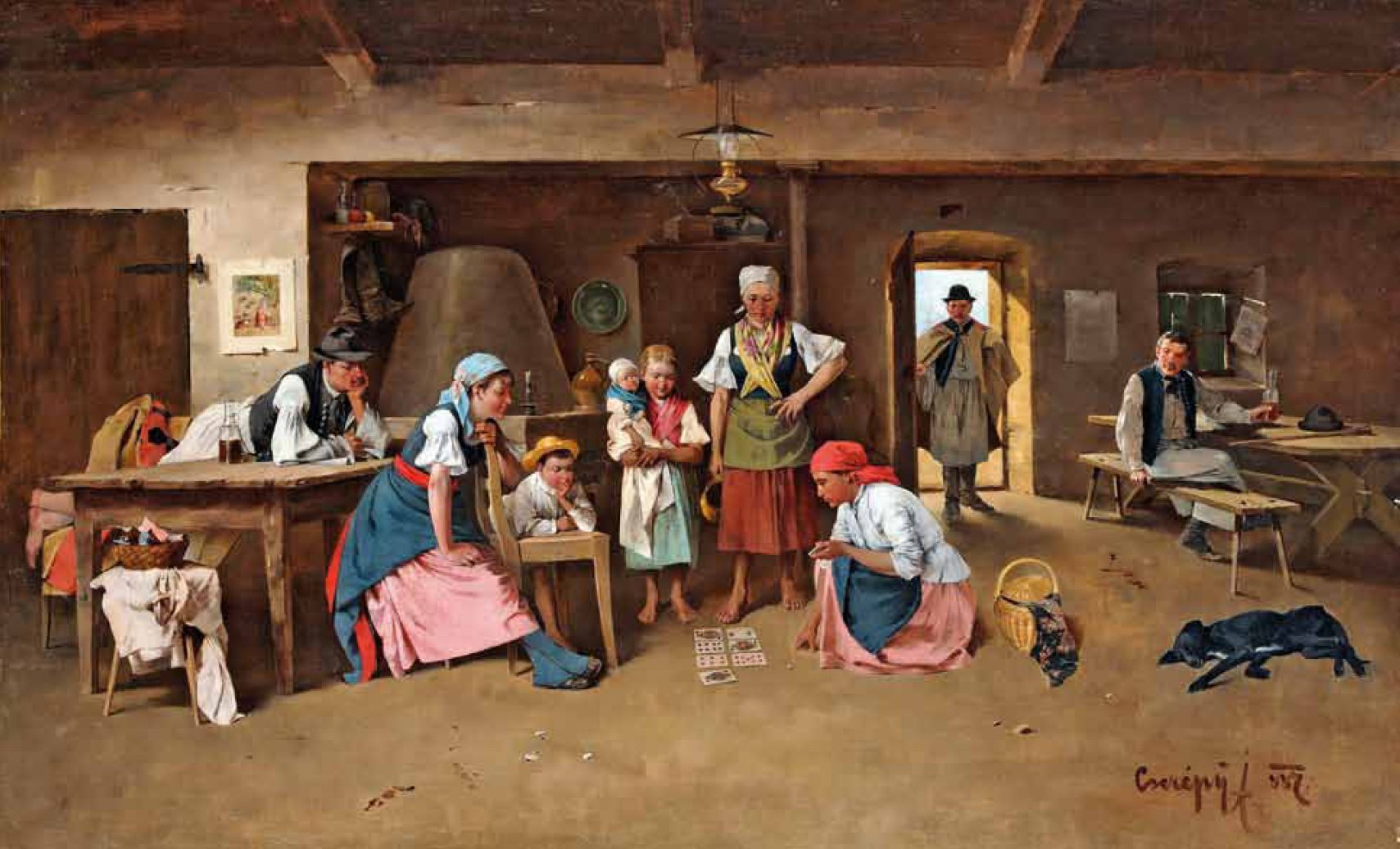
Konyhai jelenet

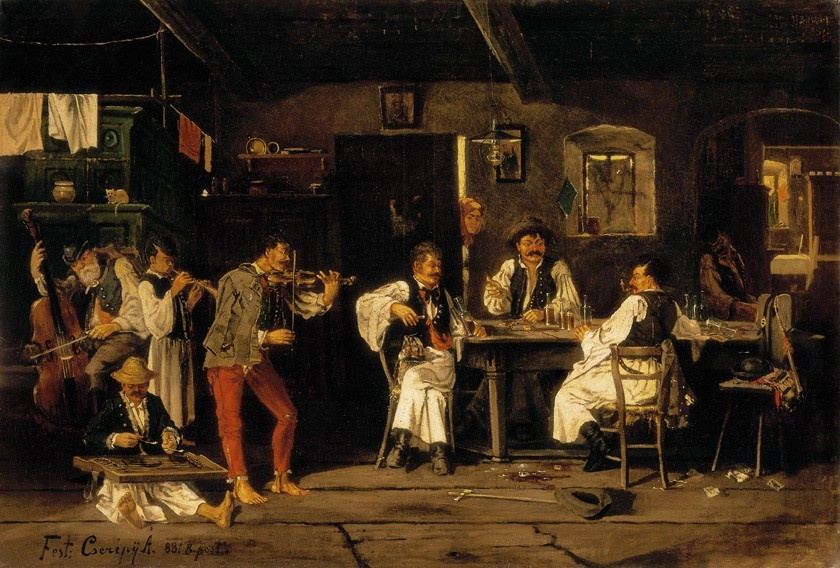
Mulatozó magyarok

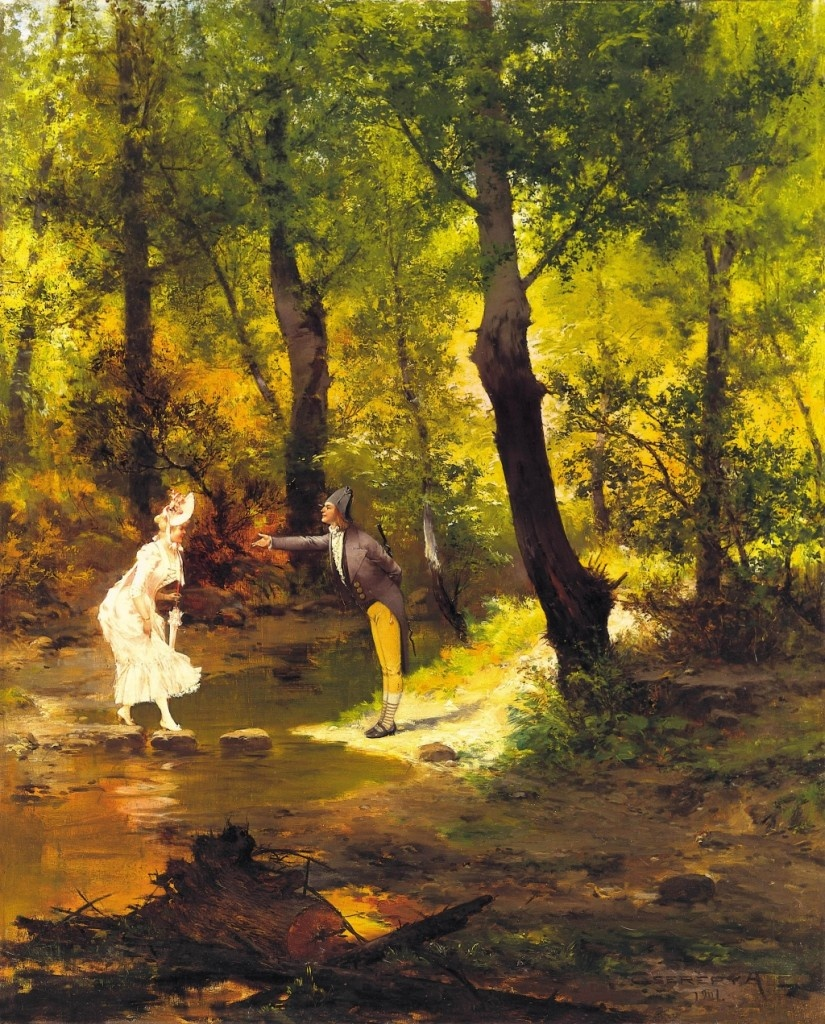
Átkelés a patakon

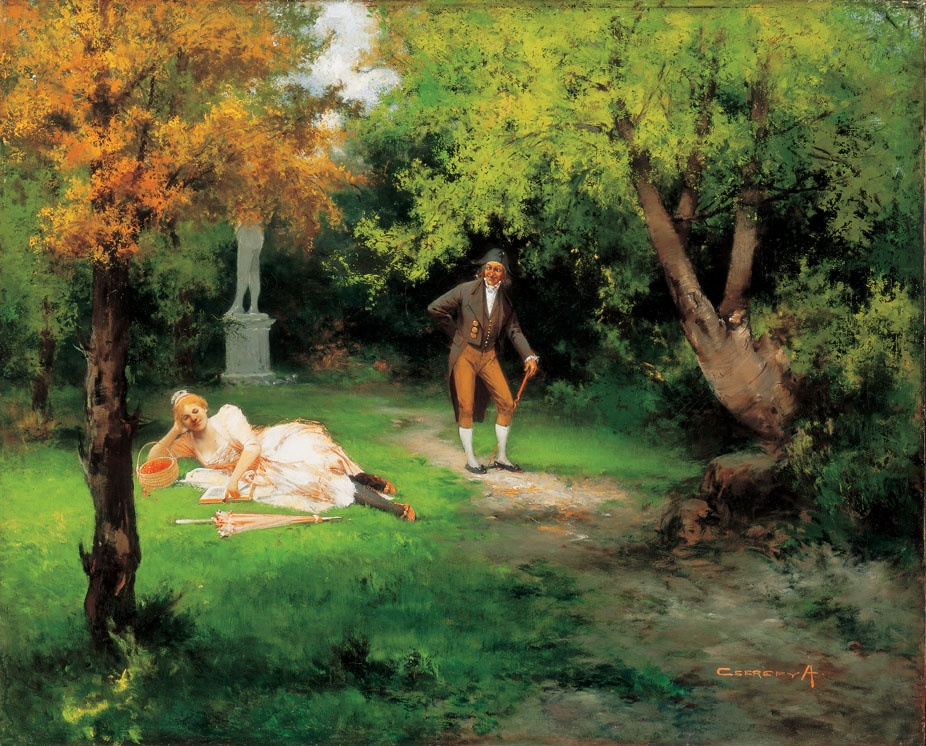
Parkban

- Patak partján (1881)
- Konyhai jelenet (1887)

- Mulatozó magyarok (1891)

- Évődés (1892)
- Kertben játszó gyerekek (1897)
- Ivóban (1901)
- Átkelés a patakon (1901)

- A titkos randevú (1901)
- Oda az ebéd! (1907)
- A hazatérés öröme
- Parkban

- A torkos inas
- A kútnál
- Ebéd
- Cigányprímás
- Erdei malom
- Drótostót
- Incselkedés
- Mocsaras táj halászokkal
- Idill
- Pásztortűz
- Balett
- Kandalló előtt
- Mosónő
- A gémeskútnál
- Falusi ház
- Tűznél
- Üzlet
- Akasztófa állítás
- Váratlan vendég
- Az orvosnál
- Karikatúra